# 고성 장의사 석조관음반가상
고성 장의사 석조관음반가상(固城 藏義寺 石造觀音半跏像)은 대한민국 경상남도 고성군 거류면 장의사에 있는 조선시대의 불상이다. 2011년 4월 28일 경상남도의 유형문화재 제511호로 지정되었다.

## 개요
고성 장의사 석조보살반가상은 18세기에 조성된 것으로 추정되며, 작은 규모임에도 불구하고 군의와 요의, 치견 등 세부적인 조각수법이 독특한 조각상으로 18세기 부산 경남지방 소재의 소형 석조 불상 연구에 귀중한 자료이다.

## 참고 자료
- 고성 장의사 석조관음반가상 - 국가유산청 국가유산포털